# Gorillaz
I Gorillaz sono un gruppo musicale alternative hip hop britannico fondato nel 1998 dal cantante e polistrumentista Damon Albarn e dal fumettista Jamie Hewlett.
La band è costituita da quattro personaggi animati: 2D (cantante e tastierista), Murdoc Niccals (bassista e fondatore del gruppo), Noodle (chitarrista) e Russel Hobbs (batterista). Dal 2010 al 2011 è stato aggiunto un quinto membro momentaneo a causa delle vicende della trama per sostituire Noodle, Cyborg Noodle, mentre nel 2018, per un breve periodo, Ace (membro della Banda dei Verdastri del cartone animato Le Superchicche) ha sostituito Murdoc, finito in carcere.
La musica del gruppo è frutto di una collaborazione tra diversi artisti, essendo Albarn l'unico personaggio reale permanente.
Il primo album, l'eponimo Gorillaz, venne pubblicato nel 2001, e, grazie al successo ottenuto con il primo singolo estratto, Clint Eastwood, ha venduto circa sei milioni di copie in tutto il mondo e ha valso ai Gorillaz l'inserimento nel Guinness dei primati come band virtuale di maggior successo. Nel 2001 il gruppo fu anche nominato per il Premio Mercury, ma la candidatura venne in seguito ritirata su richiesta del gruppo.
Il secondo album in studio, Demon Days, uscì nel 2005, inclusi singoli come Feel Good Inc, Dare, Dirty Harry e El mañana/Kids with Guns. Demon Days ricevette per cinque volte il disco di platino nel Regno Unito e il doppio disco di platino negli Stati Uniti d'America, oltre a cinque candidature ai Grammy Award nel 2006, vincendone una nella categoria, "Miglior Collaborazione Vocale Pop". Le vendite degli album Gorillaz e Demon Days, fino al 2007, hanno superato quota quindici milioni di copie.
Nel 2010 escono i due album Plastic Beach e The Fall. Dopo una pausa di circa quattro anni (dal 2012 al 2016), il 28 aprile 2017 il gruppo pubblica il quinto album Humanz, seguito l'anno successivo da The Now Now. Nel 2020 esce il settimo album di inediti Song Machine, Season One: Strange Timez e nel 2023 esce Cracker Island, l'ottavo album della band che era stato già annunciato nel 2022 con il singolo omonimo.
Oltre ai sette album in studio, i Gorillaz hanno anche realizzato l'album di remix Laika Come Home, in collaborazione con gli Spacemonkeyz, e tre raccolte: G Sides, D-Sides e The Singles Collection 2001-2011.

## Storia del gruppo

### Primi anni (1998-2000)

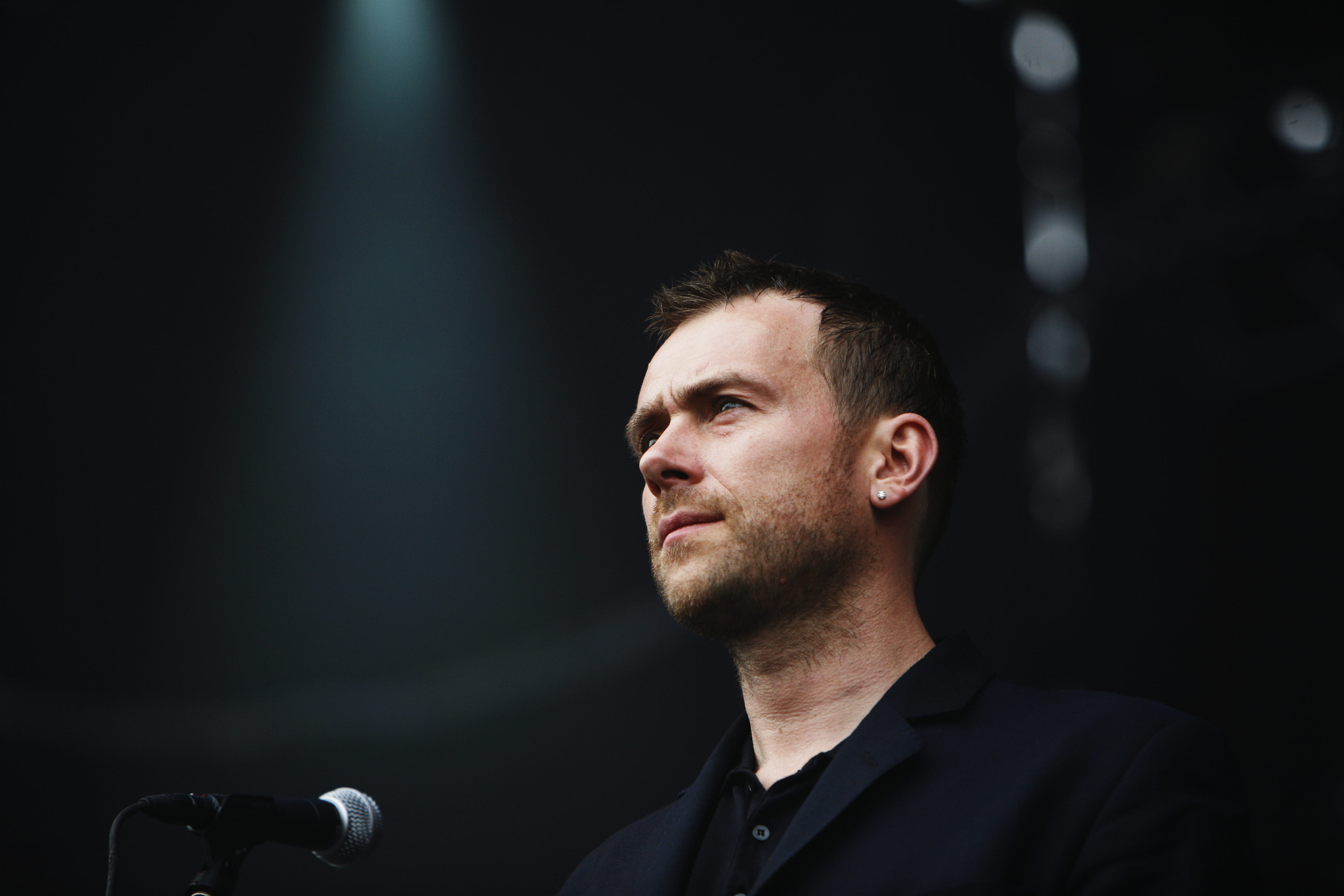
Damon Albarn, cofondatore dei Gorillaz

Damon Albarn, frontman del gruppo rock Blur, e il fumettista Jamie Hewlett crearono i Gorillaz nel 1998 durante la loro convivenza in un appartamento sulla strada di Westbourne Grove a Notting Hill. L'idea nacque mentre i due stavano guardando MTV: «se guardate MTV troppo a lungo, è un po' un inferno, non c'è nessuna sostanza. Così abbiamo avuto quest'idea della cartoon band, qualcosa che sarebbe valsa la pena di commentare», disse Hewlett. Originariamente il nome della band era «Gorilla», e la prima canzone che registrarono fu Ghost Train, inserita successivamente come b-side del singolo Rock the House. Il trio di musicisti dietro la prima incarnazione dei Gorillaz, Albarn, Del tha Funkee Homosapien e Dan the Automator, avevano precedentemente lavorato al brano, Time Keeps on Slippin, per l'omonimo album di debutto dei Deltron 3030. Il brano può essere considerato come l'inizio dello stile musicale che influenzerà l'album di debutto del gruppo.
Nel 2000 pubblicarono l'EP Tomorrow Comes Today, accolto molto bene nel Regno Unito dalla scena musicale underground, generando molta pubblicità virale, anche grazie all'aura di mistero che aleggiava sul creatore della band, e su cosa ci si sarebbe potuto aspettare dai Gorillaz nei mesi successivi. Venne anche fatta circolare una fittizia biografia promozionale circa gli eventi della band. Il loro sito ufficiale mostra una rappresentazione virtuale dei Kong Studios, lo studio di registrazione e casa dei Gorillaz. I visitatori possono visualizzare la camera di ciascun membro della band, la sala di registrazione e persino i corridoi e i bagni. Ogni stanza ha delle sorprese bonus e dei giochi: ad esempio, la sala d'entrata ha un jukebox, la caffetteria presenta, appesa ad un muro, una lavagna per messaggi, ed il camper di Murdoc nasconde una bambola voodoo di 2D. Ogni membro ha anche il suo computer contenente immagini, brani usati in varie canzoni dei Gorillaz, i loro siti preferiti e le loro caselle e-mail. A causa della natura del sito, è stato creato un fansite ufficiale, fans.gorillaz.com per contenere le informazioni standard sulla band, comprese le news, una discografia e le schede di ogni membro.

### Gorillaz(2001-2002)
Il 26 marzo 2001 uscì l'album di debutto Gorillaz, anticipato pochi giorni prima dal singolo di notevole successo internazionale, Clint Eastwood, portando i Gorillaz sotto i riflettori del panorama mondiale musicale. Dall'album furono estratti anche 19-2000, Rock the House e Tomorrow Comes Today. Ad ogni singolo è associato un video che fa uso massiccio di humor e ironia, velato da storyline immaginarie. Un remix di 19-2000 divenne popolare dopo essere stato utilizzato per gli spot pubblicitari del videogioco FIFA 2002. Nel frattempo uscì un falso documentario di mezz'ora intitolato Charts of Darkness, in cui viene mostrato il reporter Krishnan Guru-Murthy del britannico Channel 4, che tenta di seguire per un'intervista Albarn e Hewlett, dopo essere usciti da un manicomio. Nello special è presente anche un'intervista a Rachel Stevens, il cui tema principale ruotava attorno al successo degli S Club 7 e ad alcune altre voci di talento di altre band.
La fine dell'anno 2001 vede l'uscita del brano 911, una collaborazione tra i Gorillaz e il gruppo rap D12 e Terry Hall sull'attacco alle torri gemelle dell'11 settembre 2001. Nel dicembre 2001 uscì per il mercato giapponese la raccolta G Sides, contenente b-side provenienti dall'EP, Tomorrow Comes Today e dai primi tre singoli, seguita nel 2002 dalla pubblicazione internazionale.
Nel 2002 i Gorillaz si esibirono ai BRIT Awards del 2002, apparendo in un'animazione 3D lungo 4 larghi schermi, ed un accompagnamento hip hop di Phi Life Cypher. Per l'evento, la band ricevette sei nomination: per il miglior gruppo inglese, il miglior album inglese, e il miglior nuovo nome inglese. Fu pubblicato, nel giugno 2002, Laika Come Home, un remix-album di dub, contenente tracce degli stessi Gorillaz, e rielaborate dagli Spacemonkeyz. Il singolo che ne seguì, Lil' Dub Chefin', contiene un brano originale degli Spacemonkeyz intitolato, Spacemonkeyz Theme.
Nel novembre 2002 uscì il DVD, Phase One: Celebrity Take Down, contenente i quattro videoclip dei singoli estratti dall'album di debutto, il video abbandonato per 5/4, il documentario Charts of Darkness, le cinque Gorillaz Bitez, un tour del sito online con il server MEL 9000 e altro materiale. Il menù del DVD era progettato con un design simile al design del sito e mostrava i Kong Studios abbandonati. Durante il periodo di lancio del DVD, il sito fu chiuso quasi completamente. Il Kong Studios non era più accessibile, ma, al suo posto, i visitatori potevano accedere a una stazione di polizia dove il message board e la chat erano ancora accessibili. Da qui, un piccolo robot di nome G.R.3.G. poteva essere usato per esplorare i Kong Studios abbandonati in un ambiente in 3D Shockwave, il quale permetteva solo l'accesso ad alcuni giochi.
Nello stesso periodo alcune voci facevano presagire la produzione di un film dei Gorillaz, ma nel corso di un'intervista la EMI ha rivelato che i piani per il film erano stati accantonati. In un'intervista, Haruka Kuroda ha dichiarato che Jamie Hewlett aveva rifiutato diversi copioni prima ancora di iniziare a lavorare al film. Hewlett ha in seguito spiegato perché il film è stato abbandonato: «Abbiamo perso tutto l'interesse nel progetto. Quando abbiamo iniziato ad incontrare gli studios e a parlare con i produttori esecutivi di Hollywood, semplicemente non eravamo sulla stessa lunghezza d'onda. Ci siamo detti, lasciamo perdere, metteremo da parte l'idea fino a quando non potremo svilupparla da soli, e forse magari guadagnarci qualcosa da soli.»

### Demon Days(2004-2008)
L'8 dicembre 2004 il sito della band riapre con un esclusivo video intitolato Rock It, in cui viene annunciato un nuovo album, prodotto dai Danger Mouse. Il 15 dicembre 2004 venne lanciato un concorso per fan talentuosi chiamato Search for a Star, che dava una possibilità ai fan di inviare un video, una traccia audio di un minuto oppure un'immagine. Il premio avrebbe incluso una collaborazione con la band nella creazione del video El mañana, futuro quarto singolo estratto dall'album, e la creazione di una loro propria stanza nel nuovamente ricostruito sito dei Kong Studios. Un secondo libro promozionale fu pubblicato con i dettagli del fallimento della produzione del film ad Hollywood e la pausa per la rinascita dei Gorillaz. Un progetto di viral marketing fu avviato con il nome di «Reject False Icons» con l'intento dichiarato di criticare le moderne figure pop.
L'album, intitolato Demon Days, venne pubblicato il 20 maggio 2005 e debuttò in prima posizione della Official Albums Chart. Il primo singolo estratto fu Feel Good Inc, il quale raggiunse la seconda posizione nella Official Singles Chart, il singolo di maggior successo di classifica del gruppo. Inoltre ricevette una nomination ai Grammy Awards 2006 nella categoria Song of the Year e fu incluso nel videogioco SingStar.
Il secondo singolo estratto fu Dare, uscito il 29 agosto 2005 nel Regno Unito. Debuttò al primo posto della Official Singles Chart e raggiunse la Top 10 in molti paesi. Poco tempo dopo, i Gorillaz contribuirono al brano Hong Kong, realizzato per la compilation a scopo di beneficenza, Help!: A Day in the Life, pubblicata il 10 settembre 2005.
Il 21 novembre 2005 uscì il terzo singolo Dirty Harry posizionandosi al 6º posto della UK Singles Chart, seguito dal quarto ed ultimo singolo, El mañana/Kids with Guns, pubblicato il 10 aprile 2006. Verso la fine del 2005 Demon Days vendette, in tutto il mondo, 6 milioni di copie, diventando 5 volte disco di platino nel Regno Unito, doppio platino negli Stati Uniti d'America, triplo platino in Australia Il 26 ottobre 2006 venne pubblicata nel Regno Unito un'autobiografia del gruppo, intitolata Rise of the Ogre. Nello stesso anno, inoltre, è stato realizzato un film documentario sul gruppo, intitolato Bananaz.
Dopo la pubblicazione dell'album, i Gorillaz si sarebbero dovuti impegnare in un tour olografico mondiale tra il 2007 e il 2008. I membri animati della band si sarebbero mostrati come ologrammi usando la tecnologia del Musion Eyeliner, in grado di fornire al gruppo nel corso degli show, un aspetto realistico. Gli ologrammi vennero utilizzati per la prima volta agli MTV Europe Music Awards del 2005, esattamente il 3 novembre, e nuovamente ai Grammy Awards del 2006 l'8 febbraio, con l'aggiunta virtuale di Madonna: la band suonava una versione pre-registrata di Feel Good Inc. In ogni caso, il tour del 2007-2008 fu annullato per problemi di budget. Jamie Hewlett ha affermato che «era veramente costoso, estremamente difficile. Molte cose potevano andare nel verso sbagliato, anche in ogni secondo in cui si stava suonando».
Nel 2005 la Kidrobot realizzò un set di statuine dei Gorillaz, in coincidenza con la pubblicazione dell'album Demon Days. Furono realizzate due versioni del set, conosciute come edizioni Nera e Rossa, più un'edizione limitata di Noodle dal video Dare. Nel 2006 vennero realizzati tre nuovi set di statuine in vinile dei Gorillaz. Il Set Basic fu messo in vendita il 16 ottobre 2006, mentre l'edizione Bianca in due toni, fu messa il vendita dal 2 novembre 2006. Un gioco per cellulare chiamato, Gorillaz Entertainment System (GES) fu pubblicato dalla Gorillaz Partnership sotto licenza RealNetworks nella primavera del 2006 in Europa, e nell'estate 2006 negli Stati Uniti d'America. Il gioco fu sviluppato dalla Gorillaz Partnership in associazione con la Zombie Flash Eaters e dalla Mr. Goodliving Ltd. Il Gorillaz Entertainment System (GES) era composto da 4 giochi, ognuno dei quali basato su un personaggio, con una propria modalità di gioco e stile. I giochi combinavano i classici giochi in stile arcade e le illustrazioni moderne dei Gorillaz.
Nel 21 settembre 2006 venne distrutta, per ragioni sconosciute, l'entrata principale dei Kong Studios. Una clip per la promozione di Slowboat to Hades apparve, potendo essere vista su uno schermo TV. Il DVD, Phase Two: Slowboat to Hades fu pubblicato il 30 ottobre 2006 nel Regno Unito e il giorno seguente negli Stati Uniti d'America. La biografia ufficiale illustrata dei Gorillaz, intitolata Rise of the Ogre, venne distribuita il 31 ottobre 2006 nel Regno Unito e il 2 novembre negli Stati Uniti d'America. D-Sides, una compilation di B-side e remix, fu pubblicata il 19 novembre 2007 nel Regno Unito e il 20 novembre 2007 negli Stati Uniti. Il 24 ottobre 2007, il fansite ufficiale dei Gorillaz annunciò la produzione di un film documentario sui Gorillaz, intitolato Bananaz. Il film, diretto da Ceri Levy, documenta i precedenti 7 anni della band.
Ma con il tempo si persero le speranze, tanto che queste tornarono a rivivere nel 2008, quando Hewlett dichiarò che avrebbero prodotto il film indipendentemente. Il produttore e co-presidente della Weinstein Company americano, Harvey Weinstein, dichiarò di aver avviato una collaborazione con Albarn e Hewlett In un'intervista del settembre 2006 sul magazine Uncut, vennero riportate le parole di Albarn: «I Gorillaz sono stati un fantastico viaggio che non è ancora finito, perché stiamo producendo un film. Abbiamo coinvolto Terry Gilliam. Ma prima che diventi una grande band e faccia uscire altra musica pop, sarà finita. Non lo faremo più». In un'intervista con il fansite non ufficiale dei Gorillaz, Jamie Hewlett e Cass Browne hanno rivelato che nel film i membri della band, in veste di altri personaggi, avrebbero presentato una nuova storia, all'interno di un'interpretazione di loro stessi. Hewlett ha anche affermato che la colonna sonora del film sarebbe stata il nuovo album dei Gorillaz. «La colonna sonora sarà il terzo album. Damon creerà la colonna sonora del film, nonché il terzo album dei Gorillaz.» Approssimativamente, nell'aprile 2007, Cass Brown stava terminando la stesura del copione, così Albarn auspicò che la produzione del film iniziasse nel settembre 2007. Non ci fu nessuna ulteriore notizia prima del febbraio 2008 quando, in un'intervista con il fansite non ufficiale dei Gorillaz, Hewlett disse «Alla fine non pensiamo di sentirci nella posizione di fare il tipo di film che vogliamo con i Gorillaz al momento. [...] Ma mi piacerebbe comunque fare un film completo e ben animato con i Gorillaz un giorno.»

### Plastic BeacheThe Fall(2008-2011)
Il 17 settembre 2008 Albarn e Hewlett annunciarono, nel corso di un'intervista con la CBC News, la realizzazione di un nuovo album dei Gorillaz. Hewlett precisò che dal loro lavoro su Monkey: «abbiamo praticamente imparato di più su quello che dobbiamo fare, musicalmente e artisticamente.» Il terzo album è uscito il 3 marzo 2010 con il titolo di Plastic Beach, anticipato dal singolo Stylo.
Il 15 dicembre 2010, Albarn conferma, durante un'intervista su Triple J, di aver già concluso i lavori sul quarto album, intitolato, The Fall. Cinque giorni più tardi è stato annunciato che il giorno di Natale del 2010 sarebbe stato possibile preordinare la versione digitale dell'album dall'iTunes Store. Da The Fall è stato estratto il doppio singolo, Revolving Doors/Amarillo, pubblicato l'11 marzo 2011.
L'album è molto particolare in quanto è stato interamente registrato con un iPad, quello di Damon Albarn, per poi essere successivamente mixato da Stephen Sedgwick. La registrazione dell'album è iniziata in realtà come passatempo, infatti il gruppo era in viaggio per il concerto, Escape to Plastic Beach Tour; per cui, The Fall, è nato attraverso una serie di esperimenti con l'app del tablet.

### Pausa indefinita e altri progetti (2012-2016)
Nel mese di aprile 2012 Albarn ha dichiarato al The Guardian che i rapporti tra lui e Hewlett erano divenuti difficili e che i progetti futuri dei Gorillaz sarebbero diventati "improbabili". La tensione tra i due era nata durante le sessioni di registrazione di Plastic Beach, in quanto Albarn aveva percepito che «ci sentivamo rispettivamente in "modalità contraddizione"» e che le animazioni non corrispondevano perfettamente alla musica. Tuttavia, nel corso di un'intervista al quotidiano, The Independent, Hewlett ha affermato la volontà di creare per conto proprio: «Damon ha molti progetti, fa sempre dieci cose alla volta, quindi è giusto separarci per un po' e provare cose diverse»; inoltre, il fumettista ha aggiunto che mentre il concetto di Gorillaz ha «fatto il suo corso per ora, ma ciò non vuol dire che è stato impacchettato per bene», una futura collaborazione con Albarn sarebbe qualcosa di «completamente diverso». Hewlett ha anche rivelato che gli piacerebbe rivisitare alcuni dei progetti incompiuti su cui lui e Albarn avevano lavorato durante i periodi tra le varie pubblicazioni.
Il 24 giugno 2013 Jamie Hewlett ha dichiarato che sia lui che Albarn hanno in programma di registrare un seguito di The Fall, ma ha anche aggiunto che è in fase di lavorazione un nuovo album dei Blur, e fino a quando non sarà ultimato, il progetto Gorillaz rimarrà ancora in sospeso.
Il 31 gennaio 2015 Jamie Hewlett ha annunciato il ritorno dei Gorillaz, pubblicando attraverso il social network Instagram nuovi disegni di Murdoc Niccals e di Noodle. Il 15 luglio 2015, Albarn, nel corso di un'intervista al programma televisivo australiano ABC 7.30, afferma di rientrare in studio a settembre per registrare un nuovo album dei Gorillaz.

### Il ritorno conHumanz(2017)
Nel gennaio 2017 i Gorillaz ritornano in via ufficiale con la pubblicazione del videoclip del brano Hallelujah Money, che ha visto la partecipazione vocale di Benjamin Clementine.
Il 23 marzo Damon Albarn, durante un'intervista con l'emittente radiofonica britannica BBC Radio 1, ha annunciato ufficialmente il quinto album in studio del gruppo, Humanz, e nello stesso giorno sono stati presentati in alcune stazioni radiofoniche britanniche i brani Saturnz Barz, Andromeda, We Got the Power e Ascension, tutti pubblicati per il download digitale. Un quinto singolo, Let Me Out, è stato pubblicato il 6 aprile.
Humanz è stato pubblicato il 28 aprile ed è composto da venti brani che hanno visto la partecipazione di vari artisti rap e non, quali De La Soul, Pusha T, Noel Gallagher, Mavis Staples e Rag'n'Bone Man.

### The Now Now(2018)
Ad un anno di distanza da Humanz, il 30 maggio 2018 è stato annunciato il sesto album The Now Now, pubblicato il 29 giugno successivo dopo essere stato anticipato dal singolo Humility, con un videoclip che vede la partecipazione dell'attore e musicista Jack Black. L'album, registrato e prodotto durante il tour di Humanz tra il 2017 ed il 2018 insieme al produttore James Ford (noto per i suoi lavori con Depeche Mode, Arctic Monkeys ed Everything Everything), si differenzia dagli altri del gruppo per l'esigua presenza di collaborazioni (rappresentata unicamente da George Benson nella sopracitata Humility, Snoop Dogg e Jamie Principle in Hollywood, risultato della produzione più rapida del disco rispetto ai precedenti, sul quale Albarn ha dichiarato: 
Il disco vede anche un altro cambio nella storyline fittizia del gruppo, con il personaggio di Murdoc Niccals che viene sostituito (poiché in prigione) da Ace del cartone animato Le Superchicche, cambio che tuttavia sarà solo una breve parentesi relativa solo all'album stesso.

### Song Machine, Season One: Strange Timez(2020)
Il 29 gennaio 2020 i Gorillaz hanno annunciato di essere al lavoro su un settimo album. Evitando il tradizionale modo di pubblicare brani casuali dell'album, questo nuovo progetto è stato concepito per essere visto come se fosse una sorta di serie web, che vede la cartoon band pubblicare sul proprio canale YouTube un nuovo brano al mese con una storia differente a ogni episodio, per un totale di 11 episodi (l'equivalente delle tracce presenti nell'album), che costituiscono la cosiddetta "prima "stagione". In un'intervista radiofonica poco dopo l'annuncio del progetto, Albarn ha spiegato:
Il disco completo, intitolato Song Machine, Season One: Strange Timez, è stato pubblicato il 23 ottobre 2020.

### Cracker Island(2022-presente)
Il 1º settembre 2022 la cartoon band annuncia la pubblicazione dell'ottavo album in studio, dal titolo Cracker Island, con uscita prevista per il 24 febbraio 2023 e preceduto dall'omonimo singolo, realizzato in collaborazione con Thundercat, oltre che da New Gold, in collaborazione con Tame Impala e Bootie Brown.

## Stile musicale
La musicalità dei Gorillaz, descritta principalmente come alternative hip hop, è ricca di influenze che spaziano tra britpop, dub, trip hop, musica elettronica, pop, rock alternativo e varie altre.

## Membri animati e fittizi
Tutti i membri animati dei Gorillaz sono stati creati da Damon Albarn e Jamie Hewlett. La biografia e la storia di questi personaggi virtuali è trattata nei vari videoclip e nelle sceneggiature dei cartoon di cui i Gorillaz sono protagonisti.
- Murdoc Faust Niccals (originariamente Murdoc Alphonce Niccals) è il bassista nonché autoproclamato leader. Viene fatto nascere a Stoke-on-Trent il 6 giugno 1966. Una infanzia difficile fatta di abbandoni e violenze ne influenzerà il carattere, acido e indisciplinato. Si rende anche colpevole di alcune rapine e vandalismi e dell'incidente che coinvolge il futuro membro della band 2-D. Di aspetto violento e con il naso fortemente schiacciato, è forte tabagista e alcolista, con simpatie sataniste. Viene doppiato sia da Hewlett che da Phil Cornwell.[67]
- 2D, pseudonimo di Stuart Harold Pot. Nella band è il cantante principale e tastierista. La sua nascita viene stabilita come avvenuta il 23 maggio 1978 a Crawley, in Inghilterra. Il trauma causato dalla caduta da un albero gli ha provocato il colore azzurro dei capelli. Durante un tentativo di rapina di Murdoc Niccals subisce un trauma che lo porta in uno stato comatoso, per il quale Murdoc verrà condannato a prendersi cura di 2D. Durante una spericolata manovra in auto di Murdoc, Stuart, sbalzato dall'auto, si risveglia dal coma, e a causa anche del bizzarro aspetto (i capelli azzurri e l'Ifema agli occhi particolarmente neri), viene scelto come front-man della band. 2-D viene rappresentato come innocente, mite e impacciato, con una particolare propensione nel causare o rimanere vittima di incidenti (vedi il videoclip di Rock the House), a causa dei quali soffre di forti emicranie, per il quale assume forti dosi di antidolorifici, che ne determinano l'aria assente. È doppiato dall'attore Kevin Bishop.[68]
- Noodle è la chitarrista e talvolta anche cantante. Nata a Osaka il 31 ottobre 1990, per buona parte della sua infanzia venne usata come cavia di un progetto top secret con lo scopo di creare dei super-soldati, alla cui guida c'era lo scienziato giapponese Kyuzo, che la risparmia dall'omicidio degli altri bambini-soldati inducendole una amnesia condizionata da una parola d'ordine e inviata a Londra in un pacco, che viene consegnato presso lo studio di registrazione dove lavoravano i Gorillaz. Il suo aspetto e abbigliamento mostrano attenzione per le sue origini giapponesi ed è appassionata dei film di Hayao Miyazaki. È stata doppiata da diverse attrici e cantanti, principalmente Miho Hatori per le parti cantate, e dall'attrice Haruka Kuroda per le parti parlate[69]

- Cyborg Noodle è la versione robotica e "malvagia" di Noodle, creata da Murdoc Nicalls con parte del DNA di Noodle rinvenuto dai detriti della "Flying Windmill Island" e oggetti acquistati su eBay, dopo che Noodle era stata data per morta dopo i fatti avvenuti nel video di El mañana. Murdoc approfittando dell'invenzione l'ha programmata non solo per suonare strumenti ma anche come guardia personale.[69]
- Russel Hobbs è il batterista e suona con un setup mancino. Nato a Brooklyn il 3 giugno 1975, è conosciuto per le sue buone maniere e la sua parlantina eloquente. È stato quattro anni in coma in quanto posseduto da un demone. L'esorcismo che lo libererà gli lascerà gli occhi completamente bianchi. Coinvolto in una sparatoria è costretto a fuggire nel Regno Unito dove conosce Murdoc Niccals, entrando a far parte dei Gorillaz. A causa dei postumi dell'esorcismo è dipendente dallo Xanax. È appassionato di storia della musica e pratica la tassidermia.[66] È doppiato dal batterista e DJ Remi Kabaka Jr.

## Formazione
Membri reali
- Damon Albarn – voce, tastiera, drum machine, chitarra, basso, melodica (1998-presente)
- Jamie Hewlett – illustrazioni, fumetti, FX (1998-presente)

Membri animati
- 2D – voce, tastiera (1998-presente)
- Murdoc Niccals – basso, drum machine (1998-2018, 2019-presente)
- Noodle – chitarra, voce (1998-2006, 2011-presente)
- Russel Hobbs – batteria, percussioni (1998-2008, 2011-presente)
- Cyborg Noodle – chitarra (2008-2010)
- Asso (Ace) – basso (2018-2019)

Turnisti
- Mike Smith – tastiera, cori (2001-presente)
- Karl Vanden Bossche – batteria, percussioni (2005-2006, 2017-presente)
- Jeff Wootton – chitarra (2010-presente)
- Jesse Hackett – tastiera (2010-presente)
- Seye Adelekan – basso, chitarra, cori (2017-presente)
- Remi Kabaka Jr. – percussioni (2020-presente)
- Femi Koleoso – batteria (2020-presente)

Ex-turnisti
- Cass Browne – batteria, percussioni (2001-2010)
- Simon Katz – chitarra (2001-2002)
- William Lyonell – chitarra (2001-2002)
- Darren Galea – giradischi (2001-2006)
- Haruka Kuroda – voce, cori (2001-2002)
- Junior Dan – basso (2001)
- Roberto Occhipinti – basso (2002)
- Simon Tong – chitarra (2005-2010)
- Simon Jones – chitarra (2005-2006)
- Morgan Nicholls – basso (2005-2006)
- Gabriel Wallace – batteria, percussioni (2010-2018)
- Mick Jones – chitarra, cori (2010)
- Paul Simonon – basso, cori (2010)

## Discografia

### Album in studio
- 2001 – Gorillaz
- 2005 – Demon Days
- 2010 – Plastic Beach
- 2011 – The Fall
- 2017 – Humanz
- 2018 – The Now Now
- 2020 – Song Machine, Season One: Strange Timez
- 2023 – Cracker Island

### Album dal vivo
- 2025 – Demon Days Live from the Apollo Theater

### Raccolte
- 2002 – G Sides
- 2007 – D-Sides
- 2011 – The Singles Collection 2001-2011

### Album di remix
- 2002 – Laika Come Home